# Lytta melaena
Lytta melaena är en skalbaggsart som beskrevs av Leconte 1858. Lytta melaena ingår i släktet Lytta och familjen oljebaggar. Inga underarter finns listade i Catalogue of Life.